# Miel de mélipone
Le miel de mélipone est un miel rare issu des abeilles sans dard, les Meliponini, tribu d'Apidés autochtones et endémiques d'Amérique, d'Australie, d'Asie et d'Afrique, récolté en méliponiculture, branche de l'apiculture. Il inclut des miels d'une grande variété, issus des genres Melipona, Trigona, Tetragonisca, Trigonisca, Cephalotrigona, Austroplebeia et Lestremelitta.

## Dénominations
Ce miel est aussi surnommé miel vierge, miel pur, miel maya, miel sacré maya ou miel de Castille.
Le surnom de miel de Castille vient du fait que ce miel rare était autrefois exporté d'Amérique jusqu'en Castille par les Espagnols, puis de Castille au reste de l'Europe.
En langue maya il est appelé xunáan kaab, nom qui désigne à la fois l'abeille et le miel.
Aux Antilles françaises et notamment en Guadeloupe, les anciens l'appelaient en créole « Myel ti poban ». La collecte de ce miel dans les colonies sauvages y est attestée depuis 1630.

## Histoire et origine

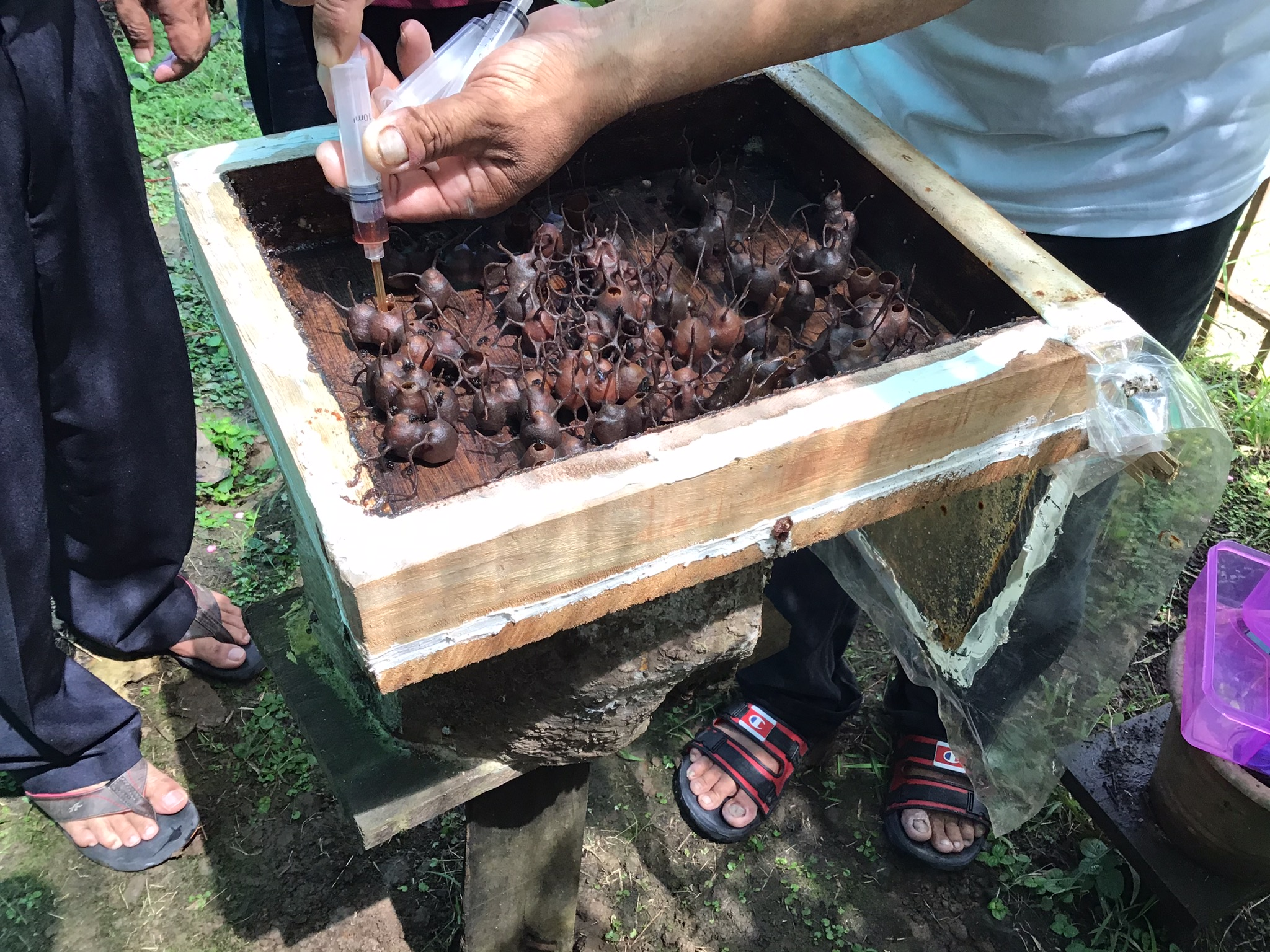
Extraction de miel de mélipone.

Les autochtones d'Amérique sont les premiers à avoir créé des élevages d'abeilles sans dard. Les Amérindiens connaissaient de longue date les vertus thérapeutiques du miel de mélipone, au point d'avoir introduit les abeilles mélipones dans des régions insulaires telles que Cuba, et sont peut-être aussi à l'origine de leur introduction en Guadeloupe, aux Antilles[source insuffisante].
Dans le monde maya, ce miel original est considéré comme « l'élixir sacré des Mayas »[réf. nécessaire].
Dans la mythologie maya ce miel est protégé par la divinité Ah-Muzen-Cab, auquel les apiculteurs méliponiculteurs mayas vouaient un culte.
Le miel de mélipone est utilisé lors des rites et cérémonies mayas. Le jmeen, prêtre maya, prépare une boisson à base de miel de mélipone et d'écorce de balché, qui pouvait être servi en offrande aux dieux[réf. nécessaire].
Ce miel rentrait souvent dans la composition des préparations médicinales[réf. nécessaire].
Aux Antilles françaises la collecte de ce miel dans les colonies sauvages y est attestée depuis 1630.

## Propriétés médicinales curatives
Le miel de mélipone est considéré comme un super aliment et un produit super médicinal.
Certains le qualifient d'« élixir miracle ».
Il existe en effet, selon une étude médicale publiée en 2015, des preuves scientifiques solides que le miel de mélipone contient des composés bioactifs tels que des protéines, des flavonoïdes et des polyphénols, avec une forte activité antioxydante, même si on manque encore d'informations pour expliquer cette activité antioxydante ; selon la même étude, ces preuves sont suffisantes pour proposer ce type de miel comme alternative pour l'obtention de composés bioactifs à activité antioxydante, notamment pour réduire certains types de cancer associés au stress oxydatif dans les cellules physiologiques humaines.
Dès l'époque préhispanique, le miel de mélipone était recherché pour ses vertus thérapeutiques, notamment pour soigner les plaies, les maladies de peau[source insuffisante] et les problèmes oculaires. Encore aujourd'hui, il est réputé pour les problèmes de peau et de rétine[source insuffisante].
Une étude[Laquelle ?] menée dans une région amazonienne de Loreto au Pérou a montré que le miel de l'apis mellifera - aussi présent en Amérique - produit à partir de mêmes fleurs que le miel de la mélipone, ne contient que 70 mg de ces molécules sur 100 g de miel alors que le miel de mélipone en contient 280 à 380 mg par gramme de miel[source insuffisante].
Ces propriétés médicinales seraient dues à la grande variété de la biodiversité végétale en Amazonie et de la grande variété de produits chimiques botaniques que les abeilles mélangent à leurs miels et à leurs cires. Les produits chimiques utilisés par les abeilles mélipones pour fabriquer ce miel empêchent la croissance microbienne et fongique, adaptation qui permet à la substance de ne pas se détériorer, ce qui expliquerait ses propriétés antimicrobiennes et antifongiques.

## Production du miel
Le miel d'abeilles sans dard est essentiellement ou presque essentiellement produit à partir du pollen des fleurs contrairement au miel de l'abeille à dard apis mellifera, parfois ou souvent approvisionné en sucre soit par l'ajout de sucre ou de panela à leur alimentation par les apiculteurs soit au contact des moulins à canne.

### Zones de production
Alors que dans le passé le miel de mélipone américain amazonien était généralement du miel sauvage récolté directement dans la nature, depuis quelques années des scientifiques encouragent et apprennent aux gens issus de populations locales à élever et préserver ces insectes.
La majeure partie de sa production contemporaine provient des territoires autochtones d'Amérique du Sud.
La méliponiculture s'est aussi exportée ailleurs dans des pays où existent les abeilles sans dard, et l'on retrouve de nos jours aussi des élevages d'abeilles mélipones en Australie, et dans certaines régions d'Afrique subsaharienne.

## Rareté et prix
Du fait de sa rareté, son prix élevé en fait l'un des miels les plus chers au monde, si ce n'est le plus cher. Il se vend jusqu'à environ cinq fois plus cher que le miel de l'abeille à dard européenne. Il est vendu aux alentours de 100 euros le kilo, et davantage dans la région de São Paulo.
Divers promoteurs le présentent comme le meilleur miel d'abeille au monde.

## Aspect et goût
Le miel de mélipone est un miel fin et aigre, de couleur ambrée, fluide et beaucoup moins riche en sucres que celui de l'abeille européenne.
Il est plus acide et plus liquide que le miel de commerce.
Il est plus aqueux et moins sujet à la cristallisation.
Bien que moins riche en sucre, son goût est cependant plus sucré que celui du miel de l'abeille à dard.
Il est plus limpide.
Il peut être doux, voire amer en fonction du type de miel.
Son goût et son acidité peut varier en fonction des espèces.
L'acidité de ce miel augmente s'il n'est pas chauffé.